# 折威一
折威一（长蛇座50，50 Hya）是长蛇座的一颗恒星，视星等为5.08，距离地球约217光年。